# Дерменешть (комуна, Димбовіца)
Дерменешть, Дерменешті (рум. Dărmănești) — комуна у повіті Димбовіца в Румунії. До складу комуни входять такі села (дані про населення за 2002 рік):
- Дерменешть (3829 осіб)
- Мерджиненій-де-Сус (1219 осіб)

Комуна розташована на відстані 59 км на північний захід від Бухареста, 24 км на схід від Тирговіште, 83 км на південь від Брашова.

## Населення
За даними перепису населення 2002 року у комуні проживали 8008 осіб.
Національний склад населення комуни:
| Національність   | Кількість осіб | Відсоток |
| ---------------- | -------------- | -------- |
| румуни           | 7785           | 97,2%    |
| цигани           | 218            | 2,7%     |
| угорці           | 3              | < 0,1%   |
| росіяни-липовани | 1              | < 0,1%   |

Рідною мовою назвали:
| Мова      | Кількість осіб | Відсоток |
| --------- | -------------- | -------- |
| румунська | 8005           | > 99,9%  |
| угорська  | 2              | < 0,1%   |
| циганська | 1              | < 0,1%   |

Склад населення комуни за віросповіданням:
| Релігія            | Кількість осіб | Відсоток |
| ------------------ | -------------- | -------- |
| православні        | 7721           | 96,4%    |
| бретрени           | 187            | 2,3%     |
| адвентисти         | 87             | 1,1%     |
| п'ятдесятники      | 7              | 0,1%     |
| реформати          | 3              | < 0,1%   |
| римо-католики      | 1              | < 0,1%   |
| не релігійні       | 1              | < 0,1%   |
| не вказали релігію | 1              | < 0,1%   |

## Зовнішні посилання
- Дані про комуну Дерменешть на сайті Ghidul Primăriilor [Архівовано 5 грудня 2009 у Wayback Machine.]